# ریک (زمین‌شناسی)
ریک(به انگلیسی: Rake) یا پیچ(به انگلیسی: Pitch) در زمین‌شناسی ساختاری*، «زاویهٔ بین یک خط (یا عارضه) و خط راستای صفحه‌ای است که آن خط (یا عارضه) در آن قرار دارد». جهت‌یابی* سه‌بعدی خط را می‌توان با لخشه و روال نشان داد. چون در زمین‌شناسی عارضه‌ها (خط‌ها) اغلب در یک سطح مسطح قرار دارند، ریک بازنمود سودمندی برای یک خط است. در این موارد می‌توان ریک را برای جهت‌یابی سه‌بعدی خط نسبت به آن سطح مسطح بکاربرد. باین‌ترتیب می‌توان انتظار داشت که بتوان آن را حتی وقتی اندازه‌گیری مستقیم بسختی انجام‌پذیر است، تعیین نمود (مثلاً به عدم توانایی در اندازه‌گیری در رخنمون*).

## جنبش گسل
در گسلها به‌طور خاص ریک جهت حرکت گسل نسبت به راستا است که به صورت پادساعتگرد از خط افقی به‌سوی پایین اندازه‌گیری گردیده، جهت بالای آن مثبت در نظر گرفته می‌شود و به این ترتیب گستره تغییر آن بین °۱۸۰− تا °۱۸۰ است. ریک گونهٔ گسل و در نتیجه نوع زمین‌لرزه را مشخص می‌کند. چند گونه گسل و مقدارهای ریک آن‌ها به این صورت است:
- ریک نزدیک به °۰: گسل امتدادلغز چپ‌بر*
- ریک نزدیک به °۱۸۰: گسل امتدادلغز راست‌بر*
- ریک نزدیک به °۹۰-: گسل عادی*
- ریک نزدیک به °۹۰: گسل معکوس/رورانده*